# Camucha Negrete
Carmen Julia Chávez Negrete de Collantes (Iquitos, 22 de abril de 1944), conocida como Camucha Negrete, es una primera  actriz, presentadora de televisión y locutora de radio peruana.

## Biografía
Nacida en Iquitos, Carmen Chávez llegó a Lima a los 4 años de edad, ingresando en un internado donde estudiaba ballet clásico. Se casó a los 15 años, teniendo dos hijos Mocita y Julio. Luego de enviudar, contrae nuevas nupcias y tiene a su hija menor Claudia.
Actriz de café teatro, llega a la televisión por casualidad, trabaja al lado de Augusto Ferrando y en 1968, se convierte en protagonista del programa humorístico El tornillo, junto a Alex Valle y Néstor Quinteros. En los años setenta, también trabaja en Fotonovelas, junto a "Gaucho", quien trabajaba en la Sala Alcedo y que luego sería su pareja. Posteriormente participa en el programa estrella de los años 80 Risas y salsa, con libretos de Efraín Aguilar y un elenco que incluía a Ricardo Fernández, Jesús Morales, Esmeralda Checa, Gisela Valcárcel, Álvaro Gonzáles y Justo Espinoza "Petipán", entre otros.
También incursiona en el cine, trabajando en Pantaleón y las visitadoras, dirigida por el propio Mario Vargas Llosa, junto a José María Gutiérrez Santos, y entre cuyos protagonistas destacaba el español José Sacristán. En una nueva versión cinematográfica de la referida novela de Vargas Llosa rodada por Francisco Lombardi en los años noventa, Camucha interpretaba a "La Brasileña". 
Comienza su labor de conductora de televisión en 1989, con el programa Camucha y tu. Entre 1995 y 1999, es una de las principales presentadoras del programa matinal femenino diario Utilísima. En 2001 presentó su propio programa en Radio San Borja. En 2006 se integró a Panamericana para conducir su magacín familiar.
Ha trabajado en un gran número de telenovelas peruanas como La mujer de Lorenzo, María Emilia, querida, Pobre diabla y Los Barriga.
A fines del 2011, participó en la serie La bodeguita como Delia.
Desde el 1 de febrero de 2012, tiene un espacio en la emisora Radio La Inolvidable, conduciendo el programa Recordar es volver a vivir, que se emite de 9:00 a. m. a 12:00 p. m..
En 2013, Negrete empezó a conducir el programa Confesiones por Frecuencia Latina.

## Trabajos

### Presentadora
- Camucha y tú (1989)
- Utilísima (1995–1999; 2002)
- Cocinando Ideas (2006-2007)
- Confesiones (2013)

### Series y telenovelas
- Evangelina (1975)
- María Emilia, querida (1999) como Estela "Estelita" Sánchez.
- Pobre diabla (2000) como Chabuca Flores de Morelli.
- La mujer de Lorenzo (2003) como Emperatriz Negrete.
- Los Barriga (2008) como Sixta.
- Lalola (2011) como Iris.
- La bodeguita (2011–2012) como Delia.
- Solamente Milagros (2013-2014) como María Elisa "Lisa".
- Cumbia Pop (2017-2018) como Madre Superiora María Jesús / "Petra".
- La rosa de Guadalupe Perú (2025) como Gina.

### Películas
- De nuevo a la vida (película de 1973)
- Pantaleón y las visitadoras (película de 1975) como "La Brasileña".
- Mundo gordo (2023)

### Teatro
- Los ojos llenos de amor (1974)
- No hay edad para el amor (1975)
- El regreso de las Brujas (2003)
- El Club de las Malcasadas (2005) como Úrsula.
- Novio, Marido y Amante (2006)
- La pipa de la paz (2010)
- Las Brujas (2023)